# Al-Kamajisza
Al-Kamajisza (arab. الكمايشة) – miejscowość w Egipcie, w muhafazie Al-Minufijja. W 2006 roku liczyła 5146 mieszkańców.